# Tobed
Tobed è un comune spagnolo di 251 abitanti situato nella comunità autonoma dell'Aragona.
Qua nacque il cestista Fernando Muscat.